# Elisabeta Turcu
Elisabeta Turcu (Ploiești, Románia, 1953. május 2. –) román szertornász, olimpikon.
1970-ben felkerült a Nemzetközi Torna Szövetség Világszínvonalú tornászok listájára.

## Életpályája
Szülővárosában a Petrolul Ploiești klubban tornázott, ahol edzője Leana Sima volt.
A válogatottban edzői Emilia Vătășoiu-Liță és Nicolae Covaci voltak.

### Juniorként
1969-ben az Olympic Hopes-on (később Junior Barátság Turné) Olga Valentyinovna Korbuttal és Kondrashinával megosztva első helyezett volt ugrásban, a csapattal pedig negyedik.

### Felnőttként

#### Országos eredmények
Az 1970-es országos bajnokságon ugrásban bajnoki címet, egyéni összetettben pedig bronzérmet nyert.

#### Nemzetközi eredmények
Románia Nemzetközi Bajnokságán 1969-ben ugrásban, 1971-ben pedig ugrásban és egyéni összetettben is bajnoki címet szerzett.
Az 1972-es Románia-Kína kétoldalú találkozón a csapattal és egyéni összetettben is első helyezett volt.

##### Világbajnokság
Egy alkalommal szerepelt világbajnokságon 1970-ben Ljubljanában, ahol a csapattal (Elena Ceampelea, Paula Ioan, Alina Goreac, Olga Ştefan, Rodica Apăteanu) ötödik, egyéni összetettben pedig a harmincadik helyen végzett.

##### Olimpiai játékok
Az olimpiai játékoknak egyetlen kiadásán vett részt, éspedig az 1972. évi nyári olimpiai játékokon Münchenben, ahol a hatodik helyen végzett a csapattal, melynek többi tagja Elena Ceampelea, Alina Goreac, Anca Grigoraș, Paula Ioan és Marcela Păunescu volt.

## Díjak, kitüntetések
A Nemzetközi Torna Szövetség 1970-ben felvette a Világszínvonalú tornászok listájára.